# Tullio Benedetti
Tullio Benedetti (Pescia, 12 maggio 1884 – Viareggio, 7 aprile 1973) è stato un giornalista e politico italiano. Già deputato del Regno d'Italia per due legislature, e della Consulta Nazionale, fu Presidente dell'Unione Monarchica Italiana durante la campagna elettorale per il referendum del 2 giugno 1946 e fu eletto all'Assemblea Costituente. Successivamente fu eletto al Senato della Repubblica italiana nella I Legislatura.

## Biografia

### Le origini
Nato da una famiglia di origini modeste, composta dal sarto Vittorio Benedetti e da Alberta Del Grosso, in gioventù, dopo avere frequentato l’Istituto Tecnico di Firenze e l’ateneo di Pisa, come studente ottenne una borsa di studio dell’Opera Pia Galeotti di Pescia, grazie a cui ebbe la possibilità di trasferirsi in Belgio, dove, nell’agosto 1907, si laureò in ingegneria elettrotecnica presso l’Università di Liegi.

#### Segretario di Ferdinando Martini
Al suo ritorno in Italia, nel 1908, la società romana Unione Esercizi Elettrici, che allora gestiva parte dell’elettricità in Toscana, lo incaricò di dirigere due impianti nel nord Italia e, grazie al fiorentino Ferdinando Martini, allora Governatore uscente dell'Eritrea, riuscì anche a progettare la nascita di una Società per le imprese elettriche della Valdinievole.
In seguito, dopo le elezioni del 1909, durante cui era stato segretario del comitato elettorale del Martini, questi lo nominò suo segretario particolare. Alle elezioni amministrative del 1911 fu invece promotore della Unione Liberale Monarchica ed utilizzò la Gazzetta di Valdinievole, periodico elettorale liberal-monarchico fondato sul finire del 1910, come mezzo di propaganda personale.

#### Il Benedetti politico locale
Come quattro anni prima, anche in occasione delle Elezioni politiche del 1913 svolse le funzioni di segretario del comitato elettorale di Martini, ma in seguito, alle elezioni amministrative del 1914, i liberali di Martini si trovarono coinvolti in un’alleanza elettorale con quelli guidati da Benedetti. Alleanza che era stata caldeggiata dal Comitato elettorale monarchico locale.
Grazie ad essa, Benedetti riuscì ad essere eletto al consiglio provinciale di Lucca. Nel 1915, poco prima dell’entrata in guerra dell’Italia, aderì al Comitato di Assistenza Civile in tempo di guerra, per il coordinamento dello sforzo bellico del comune di Pescia, suo paese natale, nato al fine di “integrare l’opera del governo nei soccorsi alle famiglie dei richiamati”.
Sempre grazie a Martini, il quale era diventato, nel frattempo, Ministro delle colonie nei governi Salandra I e II, Benedetti riuscì ad entrare al Sindacato coloniale italiano (Sincolit), società finanziaria di cui il Banco di Roma era principale azionista e che era stata fondata alla fine del 1916 tra Roma e Tripoli per favorire gli interessi italiani nelle colonie e curare le attività del BdR in Libia. Vi entrò con funzioni di controllo, dopo essere stato richiamato alle armi.

#### La rottura con Martini
A poco a poco, però, i rapporti con Martini iniziarono a deteriorarsi, andando ad alimentare, di conseguenza, una serie di tensioni che erano iniziate intorno al 1911 quando Tullio, anche attraverso gli organi di stampa locali, come la Provincia di Lucca, legato anche ad Alessandro Martini Marescotti, figlio del Ferdinando, aveva fatto capire di voler essere politicamente indipendente dal politico fiorentino. Inoltre, Martini mal digeriva l’intraprendenza del più giovane collega.
A deteriorare ulteriormente tali rapporti contribuì di certo anche la freddezza con cui, nel dicembre 1914, il governo Salandra II aveva accolto una richiesta di finanziamento a favore de Il Popolo d'Italia, inoltrata al governo stesso dal liberale Filippo Naldi, allora condirettore Il Resto del Carlino insieme a Lino Carrara. A causa dell’indifferenza con cui Salandra aveva trattato tale richiesta, Naldi era stato costretto a rivolgersi a Martini, minacciando di far chiudere il quotidiano. Ciò era avvenuto proprio mentre Benedetti svolgeva le funzioni di segretario a favore del ministro.
Ma proprio in seguito all’episodio citato, Benedetti aveva iniziato a collaborare con Naldi sia a livello politico che finanziario, pertanto lo strano “comportamento” del governo fu forse determinante per la rottura dei suoi rapporti con Martini. Tanto più se è noto che l’amicizia con Naldi iniziò a Roma nel momento in cui questi possedeva Il Tempo, quotidiano che Antonio Salandra, il Presidente del Consiglio dei ministri a cui apparteneva anche Martini, aveva tentato più volte di osteggiare tra il 1915 e il 1917.
L’arrivo a Roma e l’’ingresso nel Sincolit avevano segnato anche l’inizio dei suoi rapporti con il banchiere ferrarese Giuseppe Vicentini, il quale, allora, era sia amministratore delegato del Banco di Roma sia presidente dello stesso Sindacato coloniale italiano. Ma anche uno dei principali finanziatori de Il Tempo di Naldi. Fu proprio Vicentini ad introdurre Benedetti nel mondo degli affari e della finanza, anche e soprattutto di stampo cattolico.

### La carriera politica a livello nazionale
Nel 1918, prima di tentare la scalata alla Camera dei deputati, assunse la carica di consigliere delegato del Sincolit: Nel 1919 si presentò alle elezioni politiche tentando di farsi eleggere come esponente dell’allora neonato Partito Popolare Italiano, senza tuttavia riuscire ad entrare nelle liste, in quanto ritenuto massone. Questo malgrado avesse l’appoggio dell’influente Giuseppe Vicentini, il quale del Partito Popolare era stato uno dei cofondatori.
In seguito però trovò posto, insieme a Naldi,  in una lista ministeriale nittiana, attraverso cui riuscì a farsi eleggere alla camera nelle circoscrizioni di Lucca e Pisa, e fu probabilmente questo a causare la definitiva rottura dei rapporti con Ferdinando Martini, in quanto, in quella circostanza l’ex ministro, presentatosi anch’egli alle elezioni nella stessa circoscrizione di Benedetti, si trovò a sfidare proprio il suo ex segretario particolare, venendo tra l'altro sconfitto.
Alle elezioni amministrative del 1920 venne eletto al Consiglio provinciale di Lucca e alle politiche del 1921 venne eletto nuovamente alla camera, questa volta con una lista liberale, in cui erano presenti sia Naldi, sia Giorgio Schiff-Giorgini, i quali però, a differenza di Tullio, non riuscirono a farsi eleggere. Secondo alcuni, tale lista, a quanto pare antagonista dei Blocchi Nazionali “giolittiani”, era stata creata appositamente dallo stesso Giolitti a favore di Naldi.
In questo caso però, a differenza di quanto era accaduto con l’Onorevole Martini, non ci fu alcuna rottura tra Benedetti e Naldi, benché quest’ultimo non fosse riuscito a farsi eleggere. Al contrario, il periodo elettorale tra il 1919 e il 1921 segnò l’inizio di un sodalizio tra di loro che durò decenni. Ma il percorso verso le elezioni era stato, sia per Tullio che per il collega, assai impervio, a causa dell’opposizione di alcuni fascisti e di alcuni prefetti alla loro candidatura in una lista di sostegno ai Blocchi Nazionali.

#### Le elezioni del 1921
Nella composizione della lista dei Blocchi Nazionali, Benedetti era entrato in conflitto con il liberale Augusto Mancini, provocando di conseguenza una insanabile frattura nella sezione lucchese dei liberali. Per tale motivo, nell’aprile 1921, era stata votata la sua esclusione dalla lista ministeriale. Per trovare una soluzione al problema era dovuto scendere in campo il Prefetto di Pisa, il nittiano Achille De Martino, proponendo a Giolitti la creazione di una seconda lista, non ministeriale.
Ma il Presidente del Consiglio, allora ancora in carica, aveva ordinato la creazione di due liste ministeriali, in una delle quali, con base principalmente lucchese, avrebbe dovuto essere inserito il suo amico Benedetti, insieme a Naldi. Nell’altra, invece, con base a Pisa e Livorno, sarebbero dovuti essere inseriti i deputati Arnaldo Dello Sbarba e Nello Toscanelli. Poco dopo Giolitti ribadì a De Martino la necessità di “tutelare la posizione dei suoi amici Benedetti e Naldi”.
Vennero così create due liste, una, ministeriale, in cui erano presenti i fascisti, guidata da Dello Sbarba e Toscanelli, e che comprendeva anche Augusto Mancini, e l’altra, definita "“meno ministeriale”" dal Prefetto di Pisa De Martino, guidata da Benedetti e Naldi. Giolitti intervenne però per ricordare al Prefetto come anche la lista di Benedetti fosse ministeriale esattamente come l’altra, e spinse affinché la candidatura di Mancini venisse offuscata.
Ma il Prefetto, ignorando le disposizioni del Presidente del Consiglio, continuò a scrivergli sottolineando sia la difficoltà incontrata nel mantenere due liste, sia il presunto atteggiamento negativo di Benedetti. Nel maggio del 1921 scese in campo anche Dino Perrone Compagni, segretario del fascio fiorentino, per ostacolare la lista di Tullio, scrivendo a De Martino che avrebbe lasciato che i fascisti agissero liberamente contro gli esponenti della lista qualora essa non avesse accettato al proprio interno esponenti fascisti della lista capeggiata da Arnaldo Dello Sbarba.
Tuttavia, alla fine, la lista ministeriale di Benedetti riuscì a presentarsi ugualmente alle elezioni politiche del 1921, facendolo eleggere alla Camera dei deputati.

#### La presidenza della Banca Latina
Dopo essere stato eletto, aderirà al gruppo del Partito Democratico Sociale Italiano, avvicinandosi in particolare al catanese Gabriello Carnazza, il quale sarà Ministro dei lavori pubblici nel primo governo Mussolini. Ma nel settembre 1922, alcuni squadristi toscani, attraverso alcune azioni tese a intimidire gli amministratori lucchesi antifascisti, provarono a delegittimare lo schieramento animato da Benedetti, arrivando così facendo a ridimensionare considerevolmente il suo peso politico.
Egli tuttavia nel novembre 1922 appoggiò ugualmente il primo governo Mussolini e, successivamente, alle elezioni dell'aprile 1924, si candidò con una lista giolittiana, non riuscendo però ad essere eletto. A partire dal 1923, dopo l'allontanamento del suo amico Giuseppe Vicentini dal Banco di Roma, contribuì a finanziare il Corriere Italiano. Lo fece anche per permettere al mondo cattolico, a cui sia lui sia Vicentini appartenevano, di esercitare pressione sui vari ministeri che allora si occupavano dell'economia e delle finanze, affinché non venissero amministrati secondo la logica del governo di polizia allora in carica.
Nel 1923 assunse la presidenza di un istituto di credito capitolino, il Banco degli Abruzzi. Poi, dopo avere assunto alcuni incarichi presso il Credito Toscano e il Credito Meridionale, fu nominato Presidente anche della Banca Latina. Fu anche tra i creatori della Compagnia Generale dei Lavori e Servizi Pubblici, che aveva ottenuto l'appalto per la realizzazione delle Ferrovie orientali sicule, grazie al Ministro dei lavori pubblici Gabriello Carnazza. Tale compagnia tra l'altro era finanziata proprio dal suo Banco Degli Abruzzi.
Sempre nel 1923, insieme a Giuseppe Vicentini e al ministro Carnazza partecipò anche a un importante affare legato ai lavori di ampliamento del porto di Napoli. Il lavoro venne assegnato al Sindacato Coloniale Costruttori Appalti Marittimi (SICAM), di cui Benedetti era consigliere di amministrazione. Nel 1924 fu interessato invece dalle vicende che riguardarono l'omicidio del deputato socialista Giacomo Matteotti.

#### Il delitto Matteotti
Nel momento dell'omicidio Matteotti, Benedetti era presidente della Banca Latina, il cui pacchetto azionario era posseduto completamente da una società dell'industriale romano Max Bondi. Essa era anche una delle tante finanziatrici del quotidiano romano Corriere Italiano diretto da Filippo Filippelli. La mattina del 14 giugno 1924, tre giorni dopo il rapimento del deputato, Filippelli aveva saputo di essere coinvolto anch'egli nel delitto in quanto intestatario del noleggio dell'automobile su cui era avvenuto l'omicidio.
Dopo essere stato abbandonato dai suoi contatti al ministero dell'Interno, anch'essi ampiamente coinvolti nella vicenda, e lasciato al suo destino, il direttore del Corriere aveva deciso di chiedere aiuto a Benedetti e Filippo Naldi, recandosi la mattina stessa nella sede centrale della Banca Latina, dove entrambi si trovavano. Benedetti e Naldi gli consigliarono subito di stilare un memoriale difensivo, anche per cercare di dimostrare che l'auto utilizzata per l'omicidio veniva noleggiata regolarmente da lui perché due degli squadristi milanesi che avevano partecipato al rapimento di Matteotti la utilizzavano in realtà per svolgere il lavoro di ispettori viaggianti del Corriere Italiano.
Per stabilire come stilarlo, i tre si diedero appuntamento al ristorante pariolino Forte Adigrat, insieme ad altri due colleghi, tra cui uno dei redattori del Corriere, Giuseppe Galassi. Questi sarà colui che, nelle ore successive all'incontro, metterà a disposizione la sua abitazione per la stesura del documento difensivo. Il memoriale venne poi consegnato a Naldi, il quale si affrettò a consegnarlo a Benedetti, che a sua volta lo conservò a lungo per meglio tutelare la posizione del direttore del quotidiano che anch'egli finanziava.
Nei mesi in cui il documento rimase nelle mani del pesciatino, il fascismo, forse per timore che contenesse informazioni delicate, fece forti pressioni su di lui affinché lo consegnasse. Benedetti, prima di consegnarne una copia a Carlo Carnazza, fratello di Gabriello, ex Ministro dei lavori pubblici, dimissionario a causa dello scoppio dello scandalo Matteotti, denunciò peraltro uno strano furto avvenuto nella sua camera d'albergo, effettuato forse da qualcuno che avrebbe voluto mettere le mani sul memoriale di Filippelli.
Il memoriale arrivò alle opposizioni solo dopo l'uscita dal carcere di Filippo Naldi, avvenuta nell'ottobre del 1924. Fu Carlo Carnazza a consegnarlo. Benedetti invece ne consegnò una copia al Gran Maestro del Grande Oriente d'Italia, Domizio Torrigiani, il quale a sua volta lo consegnò a Ivanoe Bonomi affinché lo facesse pervenire al Re Vittorio Emanuele III insieme a quello di Cesare Rossi, ex capo ufficio stampa del governo Mussolini, nonché compaesano di Benedetti.

### La persecuzione del fascismo
Dopo l'omicidio Matteotti, con la partenza per l'estero di numerosi oppositori del Regime fascista, e dopo avere subito un pestaggio ordinato dal Federale di Lucca, Carlo Scorza, anche Benedetti fece le valigie. Al suo ritorno venne processato dal Tribunale Speciale, che lo accusava di collaborazione con l'antifascismo francese, in particolare quello vicino al suo amico Pippo Naldi. Questo avvenne il 20 novembre 1926, dopodiché, a partire dal 14 dicembre 1927, venne assegnato al confino per cinque anni.
Ma il 30 luglio 1931 venne prosciolto e rilasciato in anticipo. Nel 1929, mentre si trovava al confino, era stato accusato di avere intascato denaro della Banca d'America e d'Italia. La vicenda però si era conclusa con la sua assoluzione perché ritenuto innocente. Nel 1931 però fu inviato nuovamente al confino, questa volta per un anno, per essersi opposto alla sistemazione della Banca della Lucchesia attraverso la Banca Nazionale del Lavoro.
Il fascismo continuò a perseguitarlo anche durante gli anni '30, soprattutto in occasione dei suoi ritorni a Pescia. Questo lo convinse a sostenere con sempre più convinzione l'antifascismo, complice forse anche il ruolo del fratello Cipro, che era emigrato in Francia per andare ad unirsi alla colonia dei fuoriusciti italiani dopo che aveva subito anch'egli la persecuzione degli squadristi. Cipro farà carriera nel mondo bancario anglo-statunitense lavorando per la Equitable Trust Company e la Chase National Bank.

### Il sostegno alla resistenza
Negli anni '40 Tullio Benedetti accentuò ulteriormente il suo atteggiamento antifascista, anche insieme a un suo conterraneo, Dino Philipson, un ex squadrista fiorentino che nel 1938, dopo essere passato anch'egli all'antifascismo, era stato inviato al confino e che, al ritorno, era transitato dalla sua villa del Torricchio, a Uzzano, molto probabilmente per mettere a punto una strategia per provare a rovesciare il Regime fascista.
Nel luglio 1943, nei giorni della caduta del fascismo, Benedetti contattò l'Office of Strategic Services statunitense, affinché sostenesse la resistenza toscana. Questo fu reso possibile grazie a Filippo Naldi, il quale proprio in quei giorni tornava dalla Francia dopo un lungo esilio. Anche insieme a Philipson, i tre organizzarono una serie di aviolanci di armi a favore dei partigiani della provincia di Pistoia, sfruttando l'influenza che Naldi aveva sul Governo Badoglio I. Benedetti fu referente logistico della operazione.
Da allora fino al momento della liberazione (che a Pistoia ebbe luogo l'8 settembre 1944) funse da intermediario politico fra gli Alleati e i partigiani della Toscana nord-occidentale con il nome in codice “Berta”.

### Deputato all'Assemblea Costituente e senatore della Repubblica
Nel dopoguerra aderì alla Concentrazione Nazionale Democratica Liberale, un piccolo partito politico, parte di una lista chiamata Blocco Nazionale della Libertà, che si costituì in vista delle elezioni per l'Assemblea Costituente del 1946. Grazie a esso riuscì a farsi eleggere alla stessa Assemblea nel Collegio unico nazionale, dove si unì al Gruppo misto. Prima però, sempre come esponente della Concentrazione Nazionale Democratica Liberale, era stato nominato anche membro della Consulta nazionale, insieme ad altri tre esponenti del suo partito: Gustavo Fabbri, Emilio Patrissi e Francesco Starabba.
Durante la campagna elettorale del referendum istituzionale del 1946, Benedetti fu nominato anche presidente della Unione Monarchica Italiana e, sempre in occasione di tale consultazione, fu coautore del foglio Blocco Nazionale della Libertà, insieme ai colleghi Alberto Bergamini, Roberto Bencivenga e Enzo Selvaggi, in sostegno della monarchia.
Successivamente fu eletto al Senato della Repubblica italiana nella I Legislatura, rimanendo in carica dal 1948 al 1953.

### Gli ultimi anni
Successivamente diresse l'organo della Concentrazione, il Giornale della Sera, che continuò le pubblicazioni anche dopo la sconfitta nel referendum.
Morì a Viareggio il 7 aprile 1973 all'età di 88 anni.